# To-gather!!!!
『To-gather!!!!』（トゥ ギャザー）は、ミルキィホームズのミニアルバム。2011年8月24日にLantisから発売された。

## 概要
ミルキィホームズが2011年5月4日から行ったライブツアー“Secret Garden”で初披露されたメンバーのソロ曲4曲のほか、2011年8月放送のテレビアニメ『探偵オペラ ミルキィホームズ サマー・スペシャル』のEDなどが収録。
なお、初回生産分には、トレーディングカードゲーム『ヴァイスシュヴァルツ』のPRカード“まっすぐな少女 シャロ”が封入されている。

## 収録曲
（全作詞：こだまさおり）
1. グッデイ・エブリデイ [3:27]
歌：シャーロック・シェリンフォード（三森すずこ）
作曲・編曲：黒須克彦
2. DADADA☆はっく [3:39]
歌：譲崎ネロ（徳井青空）
作曲・編曲：鈴木裕明
3. ヒロイン探偵物語 [4:28]
歌：エルキュール・バートン（佐々木未来）
作曲・編曲：佐々倉有吾
4. ヒミツの花園 [3:42]
歌：コーデリア・グラウカ（橘田いずみ）
作曲・編曲：板垣祐介
5. ココロノエデン [4:44]
歌：明智小衣（南條愛乃）
作曲：YUMIKO・藤末樹 、編曲：藤末樹
  - テレビアニメ『探偵オペラ ミルキィホームズ サマー・スペシャル』挿入歌
6. パーティーパーティー！ [4:05]
歌：ミルキィホームズ
作曲・編曲：鈴木裕明
  - テレビアニメ『探偵オペラ ミルキィホームズ サマー・スペシャル』エンディングテーマ